# Aufstand der Zünfte gegen den Breslauer Rat
Mit dem Aufstand der Zünfte gegen den Breslauer Rat 1418 forderten die Zünfte, an der Regierung der Stadt beteiligt zu werden.

## Geschichte
Im Jahr 1418 wurde gegen die Breslauer Patrizier revoltiert, wobei sieben Ratsherren im Rathaus getötet wurden. Der böhmische Landesherr, König Sigismund unterdrückte die Revolte gewaltsam und ließ über zwanzig Anführer hinrichten. Der Aufstand richtete sich gegen die Missstände im Stadtrat. 

„Die Fleischer und Tuchmacher warfen sich zu Führern der Bewegung auf. Sie sagten: "Ungeheure Summen werden durch Auflagen erpreßt und alles Geld zerrinnt in wenigen Händen. Waren unsere Väter Toren, daß sie die Gewalt, die allen gehört, Wenigen übertrugen, welcher Vertrag verbindet dazu die Söhne? Kein Vermittler ist zwischen uns und ihnen, darum richte das Schwert."“

Das Rathaus wurde gestürmt und einige Ratsmitglieder ermordet. König Sigismund intervenierte, um die alte Ordnung wiederherzustellen. 

„Wohl um ein Exempel zu statuieren, ließ Sigismund zunächst am 4. März 23 Breslauer Bürger köpfen, die 1418 an einem Aufstand der Zünfte beteiligt waren, und am 15. März den Prager Bürger Jan Krása wegen dessen hussitischer Überzeugungen verbrennen.“

Die 1420 auf dem Breslauer Ring hingerichteten Anführer wurden unter der Straße begraben, die zur St.-Elisabeth-Kirche führte. Damit beabsichtigten die Behörden, dass Gläubige beim Gang in die Kirche über die Leichen der Unruhestifter gehen mussten.